# Friedrich Konrad Griepenkerl
Friedrich Konrad Griepenkerl (ur. 10 grudnia 1782 w Peine, zm. 6 kwietnia 1849 w Brunszwiku) – niemiecki muzykolog, dyrygent, profesor Uniwersytetu w Brunszwiku, jeden z redaktorów edycji dzieł organowych i fortepianowych Bacha dla lipskiego „Bureau de Musique C.F. Peters." - późniejszego wydawnictwa Edition Peters.

## Życiorys
Urodził się w Peine 10 grudnia 1782 roku w rodzinie kaznodziei. Od roku 1796 mieszkał w Brunszwiku. Skończył teologię w Getyndze, jednocześnie studiował teorię muzyki, grę na organach i fortepianie u Johanna Nikolausa Forkela. Od 1818 podjął posadę nauczyciela języka niemieckiego w niewielkiej szwajcarskiej miejscowości Hofwil. W 1816 powrócił do Brunszwiku, gdzie obronił doktorat i wykładał filozofię oraz nauki ścisłe. Animator życia muzycznego. Wraz z Ferdinandem Roitzschem opracował między innymi pierwsze dziesięciotomowe wydanie krytyczne dzieł organowych Jana Sebastiana Bacha.  Griepenkerl zmarł 6 kwietnia 1849 roku w Brunszwiku.

## Wybrane publikacje
- Podręcznik estetyki, 2 tomy, Brunszwik, 1826
- Podręcznik logiki, Brunszwik - 1828, drugie wydanie - 1831
- Kompozycje Johanna Sebastiana Bacha na organy. Krytycznie wydanie Friedricha Conrada Griepenkerla i Ferdinanda Roitzscha, Lipsk, Bureau de Musique C.F. Petersa, 10 tomów, wydawane od 1837 r[4]